# Stadio Shenzhen
Lo stadio Shenzhen(in cinese 深圳市体育场S, in inglese Shenzhen Stadium) è uno stadio polifunzionale localizzato nel distretto di Futian, a Shenzhen, nel Guangdong, in Cina. È usato principalmente per le partite di calcio, può ospitare 32 500 persone ed è la sede delle partite dello Shenzhen.
È stato costruito nel giugno 1993, per il costo di 141 milioni di RMB. Ha una superficie totale di 24 892 metri quadrati.